# Carl Alfthan

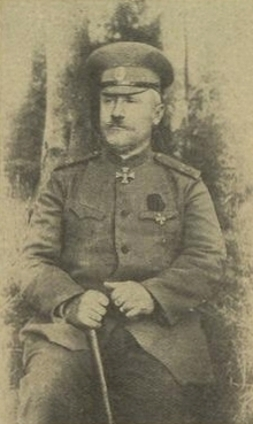
Generalleutnant Carl Alfthan (1915)

Carl Johan Woldemar Alfthan (russisch Владимир Алексеевич Альфтан; wissenschaftliche Transliteration Vladimir Alekseevič Al'ftan, * 29. April 1860 in Beschezk, Gouvernement Twer, Russisches Kaiserreich; † 19. Dezember 1940 in Helsinki) war ein Offizier aus dem Großfürstentum Finnland und zuletzt Generalleutnant der Kaiserlich Russische Armee. Er war der erfolgreichste finnische Frontkommandant, der in der Kaiserlich Russischen Armee diente. 1896 unternahm er eine strategische Erkundungsreise durch Korea und zeichnete sich im Ersten Weltkrieg als Divisions- und Armeekorps-Kommandeur an der Ostfront aus. Er war der einzige Offizier, der die finnische Kadettenschule besuchte und mit dem Russischen Orden des Heiligen Georg Dritter Klasse ausgezeichnet wurde.

## Leben

### Offiziersausbildung, Offizier und Stabsoffizier
Carl Johan Woldemar Alfthan war eines von acht Kindern des Offiziers und späteren Generalleutnants Alexis Alfthan (1814–1885) und dessen Ehefrau Sofie Charlotta Emilie Thesleff (1825–1867). Er wurde am 26. Juli 1873 als Schüler an der finnischen Kadettenschule in Hamina (Haminan Kadettikoulu) aufgenommen, von wo er am 10. August 1879 als Porte-épée-Fahnenjunker an die Nikolai-Kavallerieschule in Sankt Petersburg versetzt wurde. Nach dem Abschluss wurde er 1881 zum Kornett befördert und dem Ulanen-Regiment der Kaiserlich Russischen Leibgarde zugeteilt. 1886 wurde er zum Leutnant befördert und nach dem Besuch der Zar Nikolai-Generalstabsakademie von 1887 bis 1889 zum Oberleutnant der Kavallerie befördert. 1890 wurde er als Hauptmann Adjutant in das Hauptquartier des XIII. Armeekorps versetzt. Für seine Verdienste wurde ihm am 9. November 1892 der Sankt-Stanislaus-Orden Dritter Klasse verliehen.
1893 wurde Alfthan zum Oberstleutnant befördert und wechselte als Stabsoffizier zur besonderen Verwendung zum Kommandeur der Truppen im südlichen Ussuri-Gebiet in Russisch-Fernost. Danach wurde er 1895 als hochrangiger Adjutant in den Stab des Militärgouverneurs des Primorski-Territoriums versetzt. Für seine Verdienste erhielt er am 13. September 1895 den Orden der Heiligen Anna Dritter Klasse. Nach dem Ende des Ersten Japanisch-Chinesischen Krieges (25. Juli 1894 bis 17. April 1895) unternahm er 1896 eine sechsmonatige Erkundungsreise in das neu unabhängige Korea. Nachdem Alfthan von einer erfolgreichen Reise zurückgekehrt war, wurde er als hochrangiger Adjutant im Hauptquartier des Amur-Militärbezirks eingesetzt. 1897 wechselte er als Stabsoffizier in das Hauptquartier der 2. Kaukasischen Infanterie-Reserve-Brigade versetzt und kurz darauf auch zum Oberst befördert. Er wurde am 14. Januar 1901 mit dem Sankt-Stanislaus-Orden Zweiter Klasse ausgezeichnet und diente von 1901 bis 1903 als Stabsoffizier im Hauptquartier der 66. Infanterie-Reserve-Brigade. Im Anschluss fand er als Nachfolger von Oberst Wiktor Pawlowitsch Zykow von 1903 bis 1904 Verwendung als Kommandeur des 113. Staraja-Russa-Infanterie-Regiments in Kiew.
Nach Ausbruch des Russisch-Japanischen Kriegs (8. Februar 1904 bis 5. September 1905) wurde Oberst Carl Alfthan zunächst als Kommandeur des 77. Tengin-Infanterie-Regiments in Kutai eingesetzt. Kurz darauf wurde er jedoch ins Gouvernement Tiflis versetzt und war dort Leiter der militärischen Kontrolle der Kaukasischen Eisenbahnen zwischen Tiflis und Batumi sowie Ende 1904 in den Stab des Militärkommandanten von Jelisawetpol versetzt. 1904 wurde er mit dem Orden des Heiligen Wladimir Dritter Klasse geehrt und 1905 zum Generalmajor befördert, woraufhin er mit den besonderen Aufgaben des Befehlshabers des Kaukasus-Militärbezirks betraut wurde. Für seine Verdienste wurde er ferner 1905 mit dem Sankt-Stanislaus-Orden Erster Klasse ausgezeichnet. Nach dem Russisch-Japanischen Krieg diente er zwischen 1906 und 1907 zunächst als Kommandant der Michailow-Festung in Batumi und danach von 1907 bis 1908 Militärgouverneur der Oblast Dagestan, wo es ihm gelang, die Auseinandersetzungen zwischen Armeniern und Tataren vorübergehend zu unterdrücken. 1908 schied er aus dem aktiven Militärdienst und ließ sich in Sankt Petersburg nieder.

### Erster Weltkrieg, Aufstieg zum Generalleutnant und Nachkriegszeit

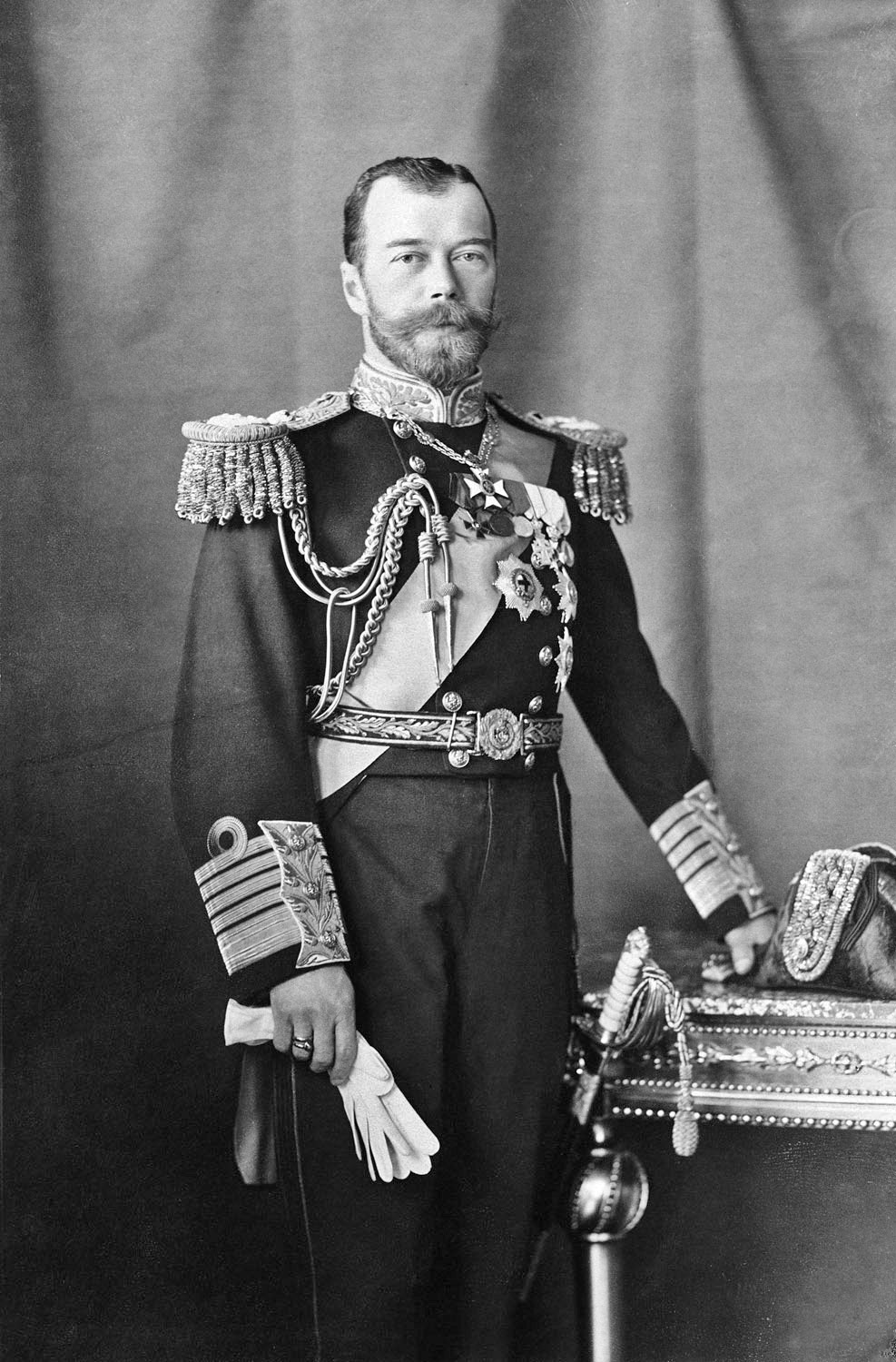
Zar Nikolaus II. überreichte ihm 1915 persönlich den Russischen Orden des Heiligen Georg Klasse.

Generalmajor Alfthan kehrte aber bereits 1909 wieder in den regulären Dienst zurück und übernahm den Posten als Kommandeur der 1. Brigade der 12. Infanteriedivision eingesetzt. Zu Beginn des Ersten Weltkrieges diente er zunächst als Kommandeur der 78. Infanteriedivision und zeichnete sich besonders in der Schlacht von Kraśnik (23. August bis 25. August 1914) und der Schlacht bei Rawa Ruska (6. September bis 11. September 1914) aus. Ihm wurde für seine militärischen Verdienste der Russische Orden des Heiligen Georg Vierter Klasse sowie der Orden der Heiligen Anna Erster Klasse verliehen. Von Januar bis Februar 1915 befehligte er die sogenannte „Stryijs“-Gruppe, die aus der 78. Infanteriedivision in den Karpaten gebildet wurde, um Kämpfe gegen die Südarmee des Deutschen Kaiserreichs zu verzögern. Nach erfolgreichen Operationen wurde er 1915 zum Generalleutnant befördert und Zar Nikolaus II. überreichte ihm persönlich den Russischen Orden des Heiligen Georg Dritter Klasse.
Im Mai 1915 wurde Generalleutnant Alfthan zunächst als Kommandierender General des IX. Armeekorps und wenig später im Juni 1915 Kommandierender General des XII. Armeekorps. Im August 1915 übernahm er den Posten als Kommandierender General des III. Armeekorps, welches an der Nordfront zum Einsatz kam. Als Kommandeur geriet Alfthan in einen unversöhnlichen Konflikt mit seinen Vorgesetzten, so dass Alfthan im April 1916 um krankheitsbedingte Dienstniederlegung bat. Zuletzt wurde ihm am 15. April 1916 der Orden des Heiligen Wladimir Zweiter Klasse verliehen.
Nach seiner Versetzung in die Reserve lebte Carl Alfthan zunächst in Rylsk im Gouvernement Kursk. Im Russischen Bürgerkrieg eroberten die Bolschewiki 1919 Rylsk, woraufhin er gefangen genommen und nach Kursk transportiert wurde. Es gelang ihm zu fliehen und nach Rylsk zurückzukehren, aber er wurde von den Bolschewiki erneut gefangen genommen und wurde nicht freigelassen, bis die Stadt von der Weißen Armee eingenommen wurde. 1920 zog er nach Pjatigorsk im Nordkaukasus und übersiedelte nach Ende des Bürgerkrieges über Moskau nach Petrograd, dem vorherigen Sankt Petersburg, ehe er im Juni 1923 nach Finnland zog.
Carl Johan Woldemar Alfthan war einer der wenigen finnischen Generäle, die während des Ersten Weltkriegs Kommandierende Generale wurden. Als einziger Offizier, der die finnische Kadettenschule in Hamina absolvierte, wurde ihm der Russische Orden des Heiligen Georg Dritter Klasse für herausragende militärische Leistungen verliehen. Aus seiner am 10. Oktober 1909 in Sankt Petersburg mit der aus dem Adelsgeschlecht Mavrokordatos stammenden Prinzessin Sofia Maurocordato (1880–1917), Tochter von General Prinz Demetrius Maurocordato und Marie Baltazzi, gingen drei Söhne hervor.

## Hintergrundliteratur
- Ryssänupseerit, 2013, ISBN 978-952-286-566-3, S. 68 u. a. (Onlineversion (Auszug))